# Волфрам
Волфрамът е химичен елемент с атомен номер 74 в периодичната система на елементите, означава се със символа W (от името му на латински – Wolframium). Намира се в VI б група и в VI период в Периодичната система.
Открит е през 1781 г. от шведския изследовател Карл Вилхелм Шееле и е официално класифициран като метал от братята Хосе и Фаусто Елюар през 1783 г.
Волфрамът е твърд, рядък метал, който се среща в природата само като част от химични съединения. Съдържанието му в земните недра се оценява на 1,25 части на един милион. Концентрацията на волфрам в слънчевата система е 4 части на един милиард.
Основните съединения на волфрама в природата са шеелит и волфрамит. Елементът волфрам се отличава със своята твърдост и особено с факта, че той има най-високата точка на топене от всички метали в Периодичната система. Друго негово свойство е високата му плътност – 19,3 пъти повече от тази на водата, приблизително колкото тези на урана и златото, и 1,7 пъти по-голяма от тази на оловото. Поликристалният волфрам е твърд материал с крехка вътрешна структура поради дефекти в кристалните връзки, което го прави труден за обработка. Въпреки това, чистият, еднокристален волфрам е по-податлив на обработка, като запазва твърдостта си.
Разнообразните сплави на волфрама имат множество приложения, най-вече в осветителните тела, рентгеновите апарати, електроди и заваръчни инструменти (TIG – gas tungsten arc welding), свръхяките сплави, и като предпазно средство срещу йонизиращи лъчения и радиация (предпазва с 40% повече от оловото). Около половината от добития волфрам се използва под формата на волфрамов карбид – износоустойчива въглеродна сплав. Волфрамът е важен легиращ метал за инструментални и високоустойчиви стомани. Волфрамови съединения често се използват и като катализатор в индустрията.

## Свойства

### Физични свойства
Волфрамът е много твърд, плътен, сребристобял, лъскав метал, който потъмнява под въздействието на кислород, образувайки оксид под формата на защитен слой. В прахообразна форма волфрамът е сивкав. Той често е чуплив и труден за обработка. При висока степен на пречистване волфрамът запазва своята твърдост, която надвишава тази на множество стоманени сплави, но остава достатъчно ковък, за да бъде лесно обработван – основно чрез изковаване, изтегляне или екструдиране. Често волфрамът се обработва и чрез синтероване, за да се превърне в компактна маса.
Твърдостта на волфрама е около 7,5 от 10 по скалата на Моос за определяне относителната твърдост на минералите, където най-твърдият минерал е диамантът – около 12 пъти по-твърд от волфрама. В другия край на тази таблица е талкът, с показател 1.
Чистият волфрам е ковък, което позволява да се получат жички с много малък диаметър и с много висока издръжливост на опън.
От всички метали в чист вид, волфрамът има най-високата точка на топене (3422 °C). Въпреки че се счита, че въглеродът остава в твърда форма при по-високи температури от волфрама, въглеродът по-скоро сублимира, отколкото да се топи, и затова се приема, че волфрамът има по-висока точка на топене. Той кипи при 6690 °C (температурата на повърхността на слънцето). Волфрамът има най-ниския коефициент на термично разширение от всеки друг метал в чист вид и най-високата издръжливост на опън при температури над 1650 °C.
Волфрамът е един от петте метала (ниобий, молибден, тантал, волфрам и рений), отличаващи се с изключително висока износоустойчивост при висока температура.

#### Структура на електронните орбити
Седемдесет и четирите електрона на атома са разположени около ядрото по формулата [Xe] 4f14 5d4 6s2, което означава, че най-външните 6 от тях се движат по последните две орбити d и s и се отделят сравнително лесно. Поради това максималната валентност на волфрама е 6-а. Оказва се, че строежът им е малко особен – четири от тях принадлежат на предпоследната d орбита, която е запълнена по-малко от половина (известно е, че при запълнена орбита те са 10). Тези четири електрона са способни лесно да образуват химични връзки. А двата електрона в последната s-орбита могат да бъдат откъснати много лесно. Именно тази особеност в строежа на електронната обвивка обяснява високата химична активност на волфрама.
Високата точка на топене и високата издръжливост на опън на волфрама произлизат от силните ковалентни връзки между волфрамовите атоми, дължащи се на четирите електрона в орбита 5d.
Високата химична активност на волфрама също се дължи на особеното разположение на електроните. В съединения той може да бъде не само шествалентен, но и пет-, четири-, три- и двувалентен, както и от нулева валентност (не са известни съединения, в които волфрамът да е едновалентен). Най-стабилната валентност на волфрама е шеста.

#### Изотопи
В природата волфрамът се среща в пет стабилни изотопа с масови числа от 180 до 186. Периодът им на полуразпад е достатъчно дълъг, за да се смятат за стабилни. На теория всичките пет могат да бъдат разпаднати до изотопи на елемента хафний (72), но това е наблюдавано само при 180W с период на полуразпад от (1,8 ± 0,2)×1018 години. Останалите изотопи не са наблюдавани да се разпадат и техните периоди на полуразпад са както следва:
- 182W, t1⁄2 > 1,7×1020 години
- 183W, t1⁄2 > 8×1019 години
- 184W, t1⁄2 > 1,8×1020 години
- 186W, t1⁄2 > 4,1×1018 години

Известни са други 30 изкуствено създадени радиоизотопа на волфрама. Най-стабилните от тях са 181W
с период на полуразпад от 121,2 дни, 185W с период на полуразпад от 75,1 дни, 188W с период на полуразпад от 69,4 дни, 178W с период на полуразпад от 21,6 дни, и 187W с период на полуразпад от 23,72 часа. Всички останали радиоактивни изотопи имат период на полуразпад от по-малко от 3 часа, като при повечето от тях той е под 8 минути.

### Химични свойства
Волфрамът има висока химична активност. Той реагира с повечето елементи и може да образува прости и сложни съединения. Взаимодейства по-добре с кислород и други окисляващи елементи, отколкото с повечето тежки метали.
С водорода не реагира дори при висока температура. Именно затова той се използва в един от технологичните етапи при добив на метала.
В прахообразна форма реагира при стайна температура с флуора, а с кислорода и халогенните елементи – при загряване. При температура над 400 °С и при наличие на водна пара волфрамът реагира лесно с кислорода. Волфрамовият триоксид WO3 е с лимоненожълт цвят и сублимира при 923 °C.
До температура от 1500 °С не реагира с азот, но при 2300 °С образува волфрамов нитрит. С въглерода образува карбиди. Разтваря се в царска вода и в смес от азотна и флуороводородна киселина HF. С металите образува сплави.
Волфрамовите съединения с бром и йод са нестабилни.
При висока температура волфрамът се свързва с елементите сяра, селен и телур, азот и бор. Някои от тези съединения се характеризират с висока твърдост и други специфични свойства.
Особено интересно е съединението на волфрам с въглероден оксид (W(CO)6), където волфрамът е с нулева валентност.
Волфрамовият карбонат е неустойчиво съединение и се получава единствено в специални условия. При 0 °С и в подходяща среда се разтваря под формата на безцветни кристали, при 50 °С сублимира, а при 100 °С се разпада напълно. Но точно това съединение позволява получаването на тънко и плътно покритие от чист волфрам.
Волфрамовите карбиди (W2C и WC) се получават чрез загряване на волфрам на прах и въглерод. W2C е устойчив на химични въздействия, въпреки че силно взаимодейства с хлора до волфрамов хексахлорид (WCI6).

## Сплави
Волфрамът образува сплави с почти всички метали, но получаването им не е лесно. Традиционните методи за получаване на сплави в случая не са приложими, защото когато се достигане точката на топене на волфрама, другите метали вече са преминали в газообразно състояние. Следователно съдържащите волфрам сплави обикновено се получават по метода на праховата металургия. За да се избегне окисляването, всички операции се извършват във вакуум или в наситена с аргон атмосфера.
Волфрамовите сплави издържат на корозия при високи температури и под въздействието на различни химични реагенти. Малки количества волфрам, добавени в метални сплави, значително увеличават твърдостта и устойчивостта на корозия. Например само 10% съдържание на волфрам в никелова сплав е достатъчно да повиши устойчивостта на корозия 12 пъти. А волфрамовият карбид с добавки от титан и танталов карбид, споени с кобалт, е устойчив на повечето киселини – азотна, сярна и солна, дори при кипене. Тази сплав се разтваря единствено от смес от флуороводородна и азотна киселина.

### Видове сплави, съдържащи волфрам
Смес от волфрам на прах и други метали се синтерова и след това се поставя в електрически пещи. След пресоването и загряването на волфрамовия прах се получава пореста заготовка, която се импрегнира с втечнен метал, като се получава така наречената псевдосплав. Този метод се използва за производство на сплави от волфрам с мед и сребро.
С хром и молибден, ниобий и тантал волфрамът образува хомогенни сплави.
Сплавите на волфрама с желязо, никел и кобалт са по-сложни за получаване. При тях, в зависимост от съотношението на компонентите, се образуват интерметални съединения, а при добавяне на въглерод – смес от волфрамов карбид и стомана с висока твърдост.
Особено сложни са съединенията на волфрама с алуминий, берилий и титан. В тях към всеки атом волфрам се прикрепят между 2 и 12 атома от по-лекия метал. Тези сплави се отличават с висока степен на якост и издръжливост на корозия при високи температури.
Най-често използваните сплави на волфрама са с повече от един метал. Това са сплави на волфрам с хром, кобалт или никел, от които се произвеждат хирургически инструменти.
Висококачествените магнитни сплави съдържат волфрам, желязо и кобалт. Някои специфични суперсплави съдържат освен волфрам, и хром, никел и алуминий.
От най-голямо значение практическо са стоманените сплави, легирани с волфрам. Те са устойчиви на износване, не се напукват и запазват твърдостта си при високи температури.

## История
През 1779 г., вследствие на заключенията от своя анализ върху минерала волфрамит (желязо-манганов волфрамен минерал), ирландският химик Питър Улф предрича съществуването на нов елемент – волфрам.
През 1781 г. шведският химик Карл Вилхелм Шееле успява да изолира волфрамов триоксид от минерала шеелит (калциев волфрамит) под формата на киселина. Въпреки това той няма подходяща пещ, за да го редуцира до метал.
През 1783 г. испанските братя-химици Хосе и Фаусто Елюар за първи път съобщават за открита от тях киселина на основата на волфрамит, която е идентична с откритието на Шееле. По-късно същата година в Кралската баска общност в град Бергара, Испания, братята успяват да изолират волфрам чрез редуциране на киселината с въглен и са признати като откриватели на елемента.
Фаусто Елюар е бил студент на Шееле през 1781 г. и работи в лабораторията му.
През 1900 г. на световното изложение в Париж са показани мостри от високоякостна сплав от стомана и волфрам. Скоро след това новият елемент започва да се използва от стоманолеярните в повечето индустриализирани страни. Главната особеност на тези сплави е, че те запазват твърдостта и здравината си при високи температури и не губят тези качества след охлаждане, както правят повечето обикновени сплави.
През Втората световна война волфрамът изиграва значителна роля в задкулисните политически сделки. Португалия, като основен европейски източник на волфрам през този период, е поставена под двустранен натиск заради своите находища на волфрамова руда в Панашкейра. Устойчивостта на висока температура и способността му да придава якост на метални сплави прави волфрама важна суровина за оръжейната индустрия.

### Етимология
Думата „Tungsten“ [tuhng-stuh n] (от думите в шведския език tung и sten – „тежък камък“) се използва за името на елемента волфрам в английския, френския и много други езици, но не и в Скандинавските страни. „Tungsten“ е старата шведска дума за минерала шеелит. Другото име на елемента, волфрам (wolfram или volfram), е дадено от Йохан Готшалк Велериус през 1747 г. и се използва в повечето европейски езици (особено славянските и германските). То от своя страна е дериват от „Lupi spuma“, името, което Георг Агрикола използва за този елемент през 1546 г. В средновековните калаени мини в Германия миньорите, без да знаят, заедно с калаената руда добивали и волфрамит и забелязали по-ниско количество на добит калай от планираното. Новата руда нарекли Wolfram/Wolfschaum/Wolfhaar – Wolfs hair. Миньорите вярвали, че през нощта вълците нахлуват през мините и отмъкват така ценния за тях калай. Волфрамит означава „този, който поглъща калай“, тъй като минералът пречи на топенето на калая.
В по-старите химически справочници името на елемент 74 е „тунгстен“ (Tu). Името волфрам и неговия символ (W) в Периодичната таблица се налагат на по-късен етап. До неотдавна елементът се означава със стария символ (Tu) в италианската и френската литература.

## Добив
Волфрамът е стратегическа суровина и метал с изключително важно приложение, но световните находища са малобройни – годишно в света се произвеждат едва около 90 – 95 хил. тона. Монополно положение има Китай (85%), а Европа задоволява своите потребности с по-малко от 3% собствена суровина от метала. В случаите, в които Китай преустановява износа, основен доставчик остава Русия, но тя притежава едва 4% от глобалното производство.
В природата волфрамът не се намира в свободно състояние.
Основните волфрам съдържащи съединения в природата са волфрамит (желязо-манганов волфрамит (Fe, Mn)WO4), шеелит (калциев волфрамат (CaWO4), ферберит (FeWO4) и хюбнерит (MnWO4). В индустрията волфрамът се добива чрез спичане на волфрамов оксид с помощта на водород и въглерод.

### Първичен добив
Китай е световен лидер в добива на първичен волфрам. Други водещи страни в добива на волфрам са Австрия, Боливия, Канада, Перу, Португалия, Русия, Тайланд и няколко страни в Африка. Някои волфрамови рудници, прекратили по-рано дейността си в Австралия, Южна Корея и САЩ, са в процес на подготовка за повторна експлоатация. В Дартмур във Великобритания се намира голямото волфрамово находище Хемердон, експлоатирано по време на Първата и Втората световни война. Поради високите цени на волфрама в последните години експлоатацията на това находище е възобновена.
Стартирани са и няколко нови проекта за проучване и добив по света.

### Вторичен добив
Рециклирането на скрап е важен фактор в световния добив на волфрам. Счита се, че към днешна дата около 35% от общия добив идва от рециклинг. Преработващата индустрия има капацитет да рециклира почти всички видове скрап, съдържащ волфрам. Поради сравнително високото си съдържание на волфрам спрямо волфрамовата руда, този тип скрап е високо ценен.
Основни производители на волфрам за 2010 – 2011 г. са:
| Страна            | Производство (2010) | Производство (2011) | Резерви   |
| ----------------- | ------------------- | ------------------- | --------- |
| Австрия           | 900                 | 1000                | 10 000    |
| Боливия           | 1000                | 1100                | 53 000    |
| Канада            | 2000                | 300                 | 120 000   |
| Китай             | 51 000              | 52 000              | 1 900 000 |
| Португалия        | 900                 | 950                 | 4200      |
| Русия             | 2500                | 2500                | 250 000   |
| Останалите страни | 3000                | 3300                | 400 000   |

Количествата на добива в САЩ са търговска тайна. Общите резерви на САЩ са 140 000 тона.
Волфрамовата суровина се смята за конфликтна заради неетичните практики за добив, наблюдавани в Демократична република Конго.

### Добив на волфрам в Европа

#### Мина Дрейклендс (Drakelands Mine),Плимут,Великобритания
Рудникът за волфрамови и калаени руди се намира на 11 km северозападно от университетския и курортен център Плимут. Открито през 1867 г., находището се превръща във функционираща открита мина през 1917 г. с фабрика за преработка на руда с капацитет 140 000 тона руда годишно. През войната предприятието е принудено да затвори. В годините след това са правени няколко опита за възобновяване на производството, активно окуражавани от Уинстън Чърчил, който още през 30-те години на ХХ век подчертава стратегическата важност на волфрама. С избухването на Втората световна война осигуряването на ценния метал се превръща в необходимост и през 1941 г. мината заработва отново, макар и с намален капацитет. Икономическата разруха на следвоенните години водят до повторно спиране на производството. Трябва да минат много години, използвани за допълнителни проучвания, за да може рудникът отново да се съживи. Това става през 2007 г., когато Европа осъзнава колко наложително е да има собствени източници на стратегическия метал. След активно проектиране и строителство добивът се възобновява през 2014 г., като първите количества концентрат са добити през 2015 г. Със своите 300 000 тона залежи Дрейклендс майн е четвъртият най-голям рудник за волфрам в света.

#### Мина Панашкейра,Кащело Бранко,Португалия
Находището е било разработвано още от римляните, които обаче са добивали само калая от него. То се намира до Кащело Бранко – старинен град, основан през 1118 г. и получил настоящото си име от папа Инокентий III през 1215 г. Добивът на волфрам започва през 1927 г. и се осъществява първо от британска компания. Концесионер е японската Sojitz Corporation. Панашкейра е една от най-големите волфрамови мини в света. Освен на волфрам, находището е богато на ценни минерали като топази, турмалини, доломити.

#### Мина Табуасо,Табуасо,Португалия
Разположено в Северна Португалия, на 100 km от Порто, находището е сравнително ново за геолозите. Открито е в периода 1977 – 1979 г., а концесия над него придобива немската Colt industries през 2007 г. През 2012 г. проектът преминава през португалския вариант на процедура по ОВОС. Подземният рудник и флотационната фабрика са в етап разработване на проекта. Инвестицията ще бъде 84 млн. евро, а директно заети в производството ще са 119 души. Очакванията в страната са, че откриването на новото производство ще има дълготраен положителен ефект върху португалската икономика като цяло. Когато представят проекта си пред потенциални инвеститори, концесионерите от Colt Industries подчертават, че Португалия е една от държавите, чието законодателство е най-благосклонно към рудодобивни проекти, а разширяването на добивните дейности е държавен приоритет.

#### Мина Митерзил (Mittersill),Митерзил,Австрия
Този рудник се намира в западната част на Австрия, на 30 km южно от Кицбюел и на 339 km югозападно от столицата Виена. Находището на волфрам в Митерзил е сред най-големите в Европа. Депозитът е открит през 1967 г. и се състои от две части – открития рудник Остфелд (Ostfeld) и подземната мина Вестфелд (Westfeld). През 1983 г. откритият рудник е затворен и целият район е рекултивиран. Оттогава добивът е изцяло подземен. В периода от 1993 до 1995 г. минният добив е прекратен и рудникът е отворен като туристическа атракция. През 1995 г. икономическата ситуация се подобрява и мината отново отваря врати. Днес тя е една от най-големите, модерни и икономични мини за добив на волфрам в света. Мината произвежда около 1200 тона метал/руда на година.
Мината Митерзил е разположена близо до природен резерват и националния парк Hohe Tauern. По тази причина се взети допълнителни предпазни мерки. Всички постройки са подземни – работилниците, складовете и офисите, единственото изключение е дървена колиба, в която се помещават офисите на мениджърите и инженерният отдел.
В добива и обработката на рудата се прилагат най-високите стандарти за безопасност на труда и на околната среда.
Суровата руда се транспортира до завода за обогатяване в долината Felbertauen (Фелбелтраурен) чрез екологичносъобразна подземна конвейерна лента, която минава през 3-километров тунел. В завода за обогатяване чрез флотация рудата се превръща в шеелитен концентрат.

#### Находище „Грънчарица“, с.Кръстава, България
За Европейския съюз е стратегически важно да може да осигурява собствени суровини за базовите и високотехнологичните отрасли на икономиката си. В този сложен геополитически пъзел България разполага с потенциал да се превърне във важен производствен фактор.
В страната ни се намира е едно от най-богатите находища на волфрам в Европа – находището „Грънчарица“ в близост до велинградското село Кръстава.
Към 2015 г. то е обект на инвестиционното предложение на дружеството „Ресурс 1“ АД, част от българския холдинг КЦМ 2000 Груп – Пловдив, което предвижда инвестиция от 140 милиона лева за разработване на проект за подземен добив на волфрамови руди.
Това е проект, който съществено ще оживи не само местната и национална икономика, но и ще постави България на картата на основните доставчици на волфрам в Европа. Предвижда се проект „Грънчарица“ да се разработи, като се използват най-модерните технологични практики на австрийската фирма Wolfram, която добива метала от рудник Mitersill край един от най-известните алпийски ски курорти – Кицбюел.
През 2013 г. проектът получава висока оценка от комисаря по околната среда в Европейската комисия. Голяма част от инвестицията ще бъде използвана за подобряване на инфраструктурата в региона и опазване на околната среда. Добивът на руда ще е изцяло подземен, а преработката на рудата ще се извършва на друго място.
В периода на експлоатация на рудника (около 30 години) общината ще ползва годишна концесионна такса в размер на 1,2 – 1,5 млн. лева, а приходите от местни данъци и такси ще са в размер до 800 хиляди лева годишно. Проектът ще осигури 450 работни места в периода на строителството и работа за 700 работни места по време на експлоатацията.

## Производство
Волфрамът се извлича от рудата на няколко етапа, като в крайния етап рудата се преобразува до фолфрамов триоксид (WO3). Той се спича с водород или въглерод, за да се получи волфрам на прах. Поради високата точка на топене на волфрама, не е икономически оправдано да се излива под формата на кюлчета. Вместо това, прахообразният волфрам се смесва с малки количества никел или други метали на прах и се синтерова (пресова). В процеса на синтероване никелът се смесва с волфрама и се образува сплав.
Волфрамът не се търгува с фючърси и не може да бъде следен на борси като Лондонската метална борса. Обикновено се търгува концентрат или волфрамов триоксид. Ако приравним цените им към еквивалента в чист метал, то 100 g волфрам биха стрували 11 американски долара (приблизително).

## Приложения
Приблизително половината от добития волфрам се използва за производство на специални стомани – по-конкретно волфрамов карбид. Голяма част от останалите количества се използват за производство на сплави и стомани. По-малко от 10% се влага в други химични съединения.

### Специални стомани и твърди метали
Волфрамът се използва основно в производството на специални стомани или твърди материали на основата на волфрамов карбид (WC), един от най-твърдите карбиди с точка на топене от 2770 °C. WC се използва за изработване на износоустойчиви абразиви и режещи инструменти като ножове, бургии, циркуляри, мелещи и режещи машини за металообработка, инструменти за минната и петролната индустрии, както и за нуждите на строителството. В този тип инструменти се използва металокерамична сплав, в която металът кобалт играе ролята на спояваща матрица, която задържа частиците волфрамов карбид. За този вид индустриална употреба се изразходват около 60% от световния добив.
В бижутерийната индустрия волфрамовият карбид се използва за изработка на пръстени чрез синтериране (пресоване). Поради високата твърдост на волфрамовия карбид, изработените от него пръстени са изключително устойчиви на надраскване, но са сравнително крехки.

#### Високоскоростни стомани
Твърдостта и плътността на волфрама се използват при производството на метални сплави. Добър пример е високоскоростната стомана, която може да съдържа до 18% волфрам. Високата точка на топене на метала го прави подходящ за използване в сплави, които се прилагат в ракетостроенето. Волфрамовите сплави се използват широко в различни области, като въздухоплаване, автоиндустрия и защита от йонизиращи лъчения. Суперсплави, съдържащи волфрам, се използват за изработване на лопатките на парни и реактивни турбини, както и за износоустойчиви части и покрития в индустрията.

#### Военни приложения
Обикновено в сплав с никел и желязо или кобалт, волфрамът се използва за дълбокопроникващи оръжия вместо обеднен уран, там където неговата радиоактивност би представлявала опасност. Волфрам се използва и при производството на снаряди и гранати. При производството на експлозиви той се използва като прах с цел намаляване на допълнителните щети.

#### Химически приложения
Волфрамовият сулфид е високотемпературна смазка. Участва и в каталитичния процес при хидро-сероочистването. Оксидите на волфрама се ползват в керамичните покрития, а магнезиевият волфрамат широко се прилага в луминисцентните осветителни тела. Кристалните волфрамати се използват в ядрената физика и ядрената медицина. Други съдържащи волфрам соли се използват в химичната и багрилната индустрии.
Волфрамовият оксид се влага в катализаторите на някои топлоелектроцентрали, работещи на въглища. Те преработват азотните оксиди до азот и вода с помощта на амоняк, като волфрамът помага за структурната якост на катализатора и удължава неговия живот.

#### Нишова употреба
Благодарение на високата плътност на волфрама той се влага като тежести и противотежести в индустрията и като баласт в авиацията, корабостроенето и Формула 1. 75-килограмови блокчета волфрам са използвани като балансиращ материал на космическия апарат Mars Science Laboratory през 2012 г.
В сплав с никел волфрамът се използва в производството за стрелички за дартс и някои струни за музикални инструменти.
Волфрамът е идеален и за подпора при нитоване, защото желаната маса се постига в компактни размери.
Използва се още в магнетрона на микровълновите печки, нагряващи елементи в печки и фурни, при изработката на стикове за голф, щеки за трекинг, кънки за лед, ски вакси, обувки за футбол, слънчеви очила, хирургически и зъболекарски инструменти, магнити, тежести за риболов, вибриращи механизми за мобилни телефони, топчето на химикалките и т.н.

#### Заместител на злато
Плътността на волфрама, подобна на тази на златото, позволява да бъде използван като алтернатива на златото или платината в бижутерията. Металният волфрам е нискоалергенен, освен това е и по-твърд от златните сплави, което го прави подходящ за пръстени, които са устойчиви на надраскване, особено в модели с матово („сатенено“) крайно покритие.
Тъй като плътността му е много близка до тази на златото (волфрамът има само 0,36% по-малка плътност), волфрамът може да се използва за фалшифициране на златни кюлчета, например като волфрамови кюлчета се позлатяват, което се наблюдава от 1980 г. насам. Има и случаи, когато в златно кюлче се пробива отвор, а на мястото на отстраненото злато се вкарват волфрамови пръчки. Плътностите (и други свойства) на истинските и фалшифицирани кюлчета не са точно еднакви, но позлатен волфрам може да премине тест, при който проба се взема от повърхността. Позлатен волфрам се предлага на пазара от Китай (основен източник на волфрам) под формата както на бижута, така и на кюлчета.

#### Заместител на оловото
Волфрамът се използва като екологично чист и нетоксичен заместител на оловото в различни области: риболовни спортове (тежести); лов и военно дело (муниции), полимери и сплави на тежки метали, като щит срещу йонизиращи лъчения (контейнери за радиоактивни отпадъци, колиматори и др.)

#### Електроника
Волфрамът се използва широко при производството на комуникационната техника и всякаква електроника.
Поради факта, че волфрамът запазва своята якост при висока температура и поради високата си точка на топене, той се използва на много места с високотемпературно приложение като: осветителни тела, електроннолъчеви тръби, подгряващи елементи, ракетни двигатели, заваръчни инструменти (TIG – gas tungsten arc welding) и т.н.
Благодарение на високата си проводимост и относителна химическа инертност, волфрамът се използва и в електродите, електронните микроскопи, в интегралните схеми/платки като конектор и т.н.
Структурата на ядрото му го прави важен материал, използван в рентгенографите, а също и ефективно предпазно средство срещу йонизиращи лъчения, напр. в радиомедицината.
Поради ниския си коефициент на термично разширение е идеален за направа на свръзки между метал и стъкло.

#### Роля в биологията
С атомно число 74, волфрамът е най-тежкият метал, който участва в процесите на някои живи организми. (Следващият най-тежък е йодът (Z = 53). Волфрамът се намира в някои бактерии, но не и при еукариотите. Например ензимите оксидоредуктази използват волфрама подобно на молибдена, като го превръщат във волфрам-птерин комплекс с молибдоптерин (противно на името си молибдоптеринът не съдържа молибден, но може да взаимодества както с молибдена, така и с волфрама в някои живи организми). Ензимите, използващи волфрам, обикновено превръщат карбоксилните киселини в алдехиди. Волфрамовите оксидоредуктази също могат да катализират оксидацията.
В почвите металът волфрам оксидира до волфрамов анион. Той избирателно може да бъде усвоен от някои прокариотни организми и може да замести молибдена в някои ензими. В някои случаи действието му върху тези ензими е инхибиторно, а в други – позитивно. Химията на почвата определя как ще полимеризира волфрамът – алкалните почви създават мономерни волфрамити, а киселинните – полимерни.